# Енгеной
Енгеной (рос. Энгеной) — село у Ножай-Юртовському районі Чечні Російської Федерації.
Населення становить 1334 особи (2019). Входить до складу муніципального утворення Енгенойське сільське поселення.

## Історія
Згідно із законом від 20 лютого 2009 року органом місцевого самоврядування є Енгенойське сільське поселення.

## Населення
| 1990  | 2002  | 2010  | 2012  | 2013  | 2014  | 2015  |
| ----- | ----- | ----- | ----- | ----- | ----- | ----- |
| 1303  | ↘1055 | ↗1137 | ↗1162 | ↗1174 | ↗1209 | ↗1217 |
| 2016  | 2017  | 2018  | 2019  |       |       |       |
| ↗1250 | ↗1288 | ↗1309 | ↗1334 |       |       |       |